# Fußball in Sierra Leone

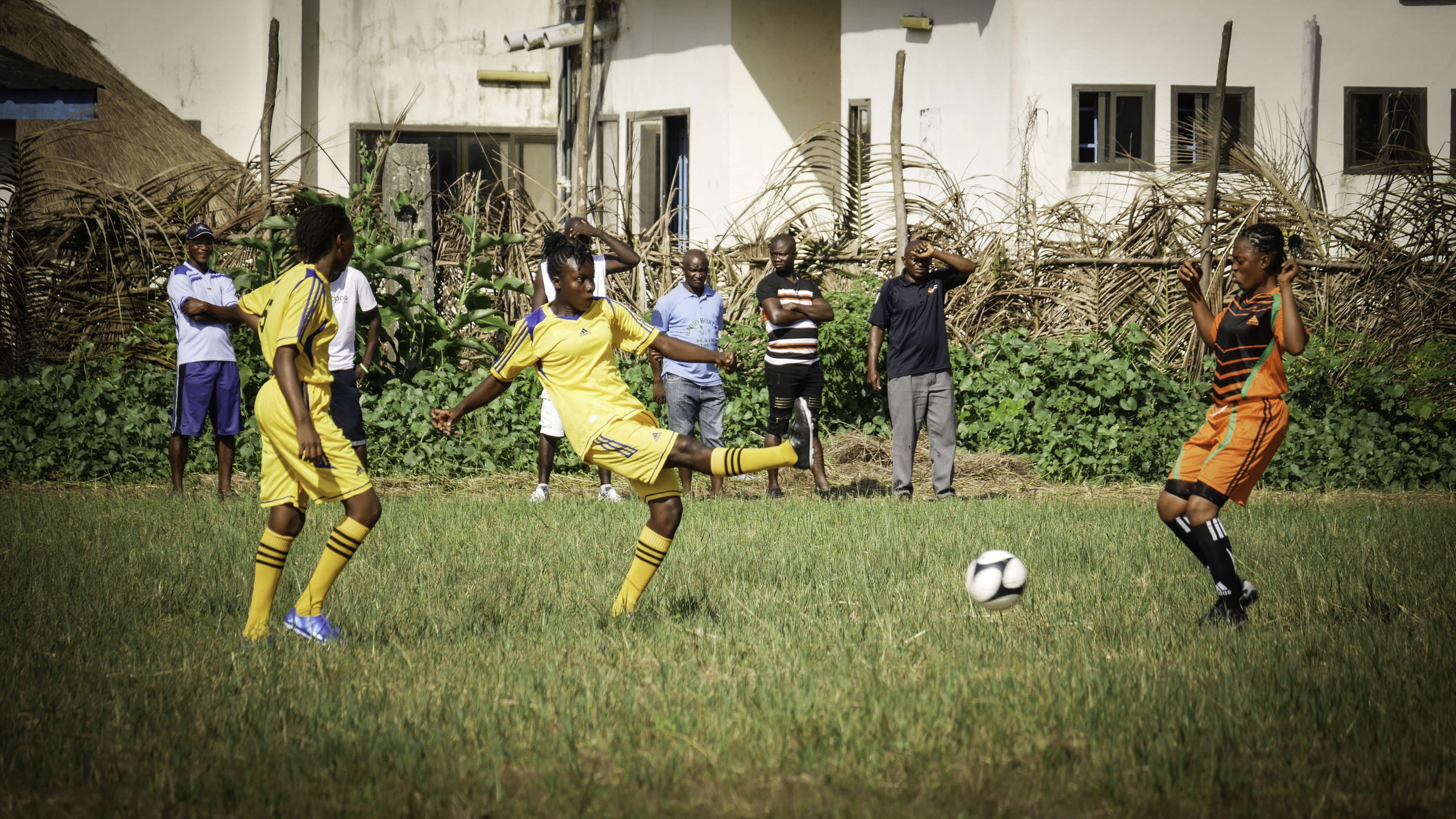
Frauenfußball in Sierra Leone

Fußball hat in Sierra Leone, wie auch den anderen Ländern Westafrikas, neben der Leichtathletik, einen hohen Stellenwert und erfreut sich großer Beliebtheit.

## Verband
Der sierra-leonische Fußballverband "SLFA" wurde 1967 gegründet und trat noch im gleichen Jahr der FIFA bei. Derzeit sind bei der FIFA drei Internationale Schiedsrichter registriert. Der Verband unterhält mit der Football Academy of Sierra Leone eine eigene Fußball-Akademie zum Zwecke der Nachwuchsförderung.

## Ligaspielbetrieb
Die Sierra Leone Premier League (SLPL) ist die höchste Liga im sierra-leonischen Profifußball. In der SLPL nehmen regelmäßig 18 nationale Mannschaften teil, gespielt wird mit Hin- und Rückrunde. Seit ihrer Gründung 1923 sind die East End Lions aus Freetown mit 17 Titeln insgesamt bislang am erfolgreichsten, dicht gefolgt von Mighty Blackpool FC mit 14 gewonnenen Titel. 
Die untergeordnete Spielklasse ist die Sierra Leone National First Division, gefolgt von der drittklassigen Sierra Leone National Second Division.
Aufgrund der Ebola-Epidemie in Westafrika wurde der komplette Spielbetrieb des professionellen Fußballs in Sierra Leone Anfang August 2014 eingestellt und 2016 wieder aufgenommen.

## Nationalmannschaft
Die Männer-Fußballnationalmannschaft von Sierra Leone hat bislang – mit Ausnahme regionaler Wettbewerbe – noch keine nennenswerten sportlichen Erfolge erringen können. Da zwischen 1992 und 2002 in Sierra Leone Bürgerkrieg herrschte, war der Spielbetrieb der heimischen Liga oft unterbrochen, so dass keine professionellen Sportstrukturen entstehen konnten. Bislang konnte maximal die zweite Runde bei einer Qualifikation zu einer Weltmeisterschaft erreicht werden.